# Juan Carlos Girauta

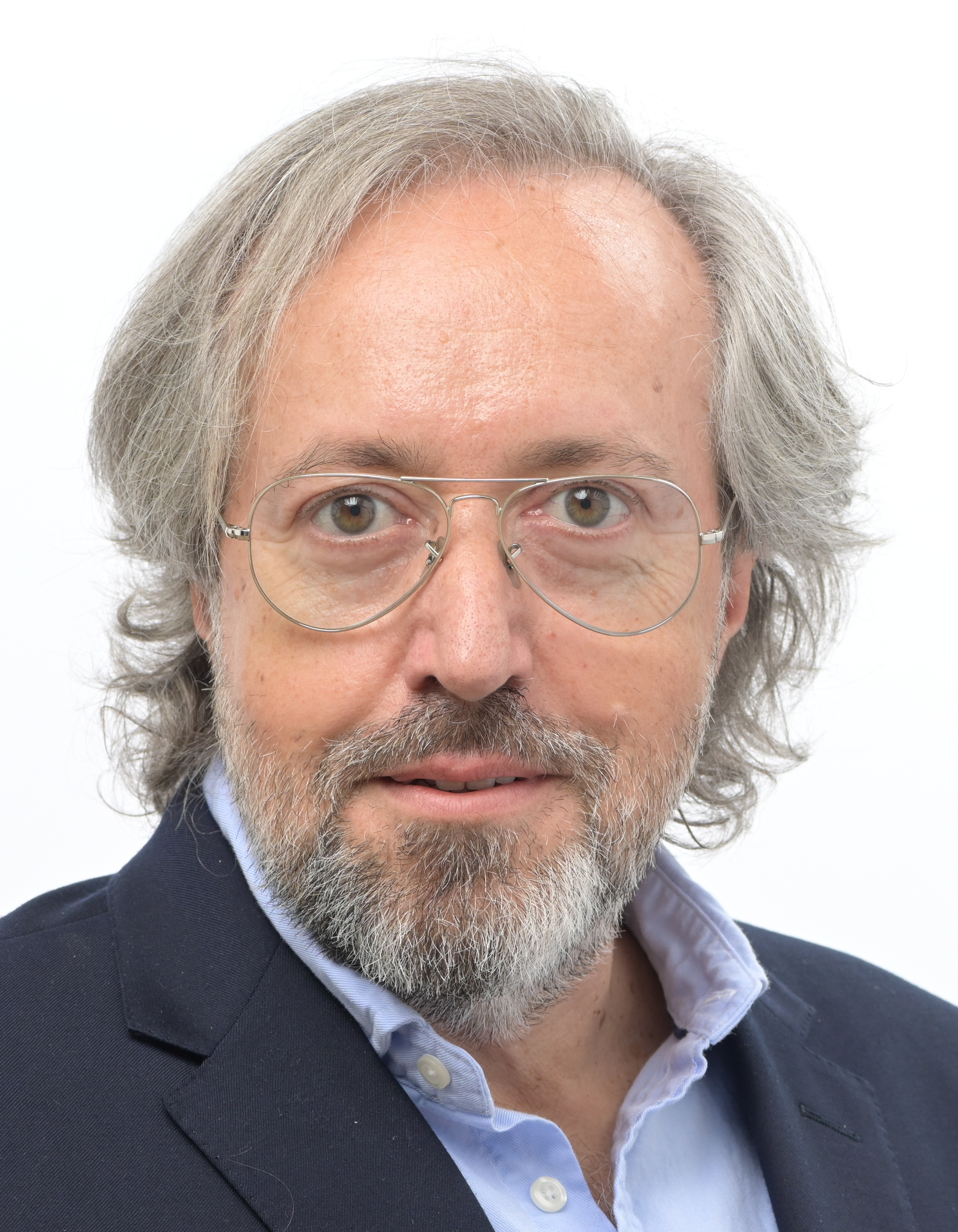
Juan Carlos Girauta (2024)

Juan Carlos Girauta Vidal (* 12. März 1961 in Barcelona) ist ein spanischer Politiker der Ciudadanos-Partido de la Ciudadania, Autor und Journalist.

## Leben
Girauta studierte an der Universität Barcelona. Seit 2014 ist Girauta Abgeordneter im Europäischen Parlament. Dort ist er Mitglied im Ausschuss für Industrie, Forschung und Energie und in der Delegation in der Paritätischen Parlamentarischen Versammlung AKP-EU.